# کراسنوپول (استان پودلاسکی)
کراسنوپول (به لهستانی:  Krasnopol) یک روستا در لهستان است که در گمینا کراسنوپول واقع شده‌است.
 کراسنوپول  ۱٬۳۰۰ نفر جمعیت دارد.